# Формоса (провинция)
Формо̀са (на испански: Formosa) е една от 23-те провинции на Аржентина. Намира се в североизточната част на страната. Провинция Формоса е с население от 595 129 жители (по изчисления за юли 2018 г.) и обща площ от 72 066 км². Столица на провинцията е едноименния град Формоса.